# Санту-Илдефонсу
Санту-Илдефонсу (порт. Santo Ildefonso) — район (фрегезия) в Португалии, является составной частью муниципалитета Порту.
Находится в составе крупной городской агломерации Большой Порту. По старому административному делению входил в провинцию Дору-Литорал. Входит в экономико-статистический субрегион Большой Порту, который входит в Северный регион. По состоянию на 2011 год население составляет 9029 человек. Площадь составляет 1,24 км².
Покровителем района считается Ильдефонс Толедский (порт. Ildefonso de Toledo), в честь которого в 1739 году построена церковь Санту-Илдефонсу. В этом районе также расположена площадь Свободы, на протяжении многих лет бывшая политическим, экономическим и социальным центром Порту, в северной части которой расположена городская ратуша.
Ildefonso de Toledo